# Парсберг
Парсберг (нім. Parsberg) — місто в Німеччині, розташоване в землі Баварія. Підпорядковується адміністративному округу Верхній Пфальц. Входить до складу району Ноймаркт.
Площа — 57,00 км2. Населення становить 7272 ос. (станом на 31 грудня 2020).